# Alexander Sheldon-Duplaix
Alexander Sheldon-Duplaix (ur. 1963) – francuski historyk wojskowości, specjalista z zakresu marynarki wojennej, analityk francuskiego Ministerstwa Obrony, wykładowca w Paris’ Ecole de Guerre.

## Wybrane publikacje
- Lauro, Frédérique; Sheldon-Duplaix, Alexandre; Geneste, Pascal; France. Service historique de la marine (2003), État général des fonds privés de la Marine, Archives de la Défense, Service historique de la Marine, ISBN 978-2-11-091849-9
- Sheldon-Duplaix, Alexandre (2006), Histoire mondiale des porte-avions : des origines à nos jours, ETAI, ISBN 978-2-7268-8663-2
- Sheldon-Duplaix, Alexandre; Camus, David (2006), Les sous-marins : fantômes des profondeurs, Découvertes Gallimard, 490; Découvertes Gallimard.; Sciences et techniques, Gallimard, ISBN 978-2-07-031469-0
- Huchthausen, Peter A; Sheldon-Duplaix, Alexandre (2009), Hide and seek : the untold story of Cold War espionage at sea, Wiley, ISBN 0-471-78530-X